# Copa Italia 1936-37

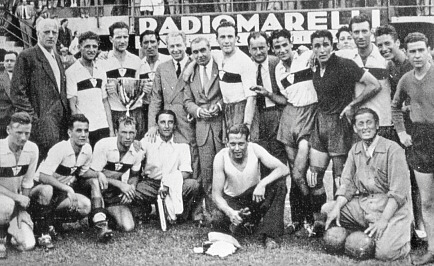
El equipo del Genoa posando con el trofeo.

La Copa Italia 1936-37 fue la tercera edición del torneo. Debido al aumento de los equipos de Serie C, se realizó una eliminación antes de la primera rueda. Al igual que en la edición anterior, en las dos primeras fases los equipos de Serie C, divididos según su región geográfica se enfrentaron y ocho avanzaron a la tercera ronda. En la tercera fase del torneo, se cruzaron con los de la Serie B. Los de la Serie A se incorporaron en los dieciseisavos de final. El campeón fue el Genoa venciendo en la final a la Roma por 1 a 0, siendo el último torneo ganado por el club genovés.

## Resultados

### Clasificación
| 25 de octubre de 1936 |           |              |
|                       | Resultado |              |
| Anconitana            | 5 - 2     | Rimini       |
| Asti                  | 3 - 1     | Acqui        |
| Corniglianese         | 0 - 1     | Sestrese     |
| Entella               | 2 - 1     | Andrea Doria |
| Foggia                | 2 - 0     | Benevento    |
| Forlì                 | 2 - 1     | Forlimpopoli |

| 25 de octubre de 1936 |           |         |
|                       | Resultado |         |
| Parma                 | 2 - 1     | Monza   |
| Spal                  | 4 - 1     | Carpi   |
| Reggiana              | 2 - 1     | Varese  |
| Tosi Taranto          | 1 - 2     | Lecce   |
| Udinese               | 4 - 3     | Vicenza |
| Vigevano              | 2 - 1     | Legnano |

### Primera fase
| 15 de noviembre de 1936 |              |                        |
|                         | Resultado    |                        |
| Fiumana                 | 2 - 0        | Udinese                |
| Spal                    | 3 - 4 (pró.) | Rovigo                 |
| Fortitudo Trieste       | 1 - 2        | Pro Gorizia            |
| Treviso                 | 1 - 2 (pró.) | Marzotto Valdagno      |
| Padova                  | 2 - 0        | Grion Pola             |
| Mantova                 | 4 - 0        | Ponziana Trieste       |
| Fanfulla Lodi           | 5 - 1        | Falck Sesto S.Giovanni |
| Vigevano                | 4 - 0        | Cusiana                |
| Parma                   | 4 - 3        | Biellese               |
| Ravenna                 | 5 - 2 (pró.) | Baracca Lugo           |
| Piacenza                | 5 - 1        | Gallaratese            |
| S.I.A.I. Sesto Calende  | 2 - 0        | Pro Patria             |
| Reggiana                | 4 - 2        | Lecco                  |
| Seregno                 | 3 - 1        | Crema                  |
| Savona                  | 2 - 1 (pró.) | Pinerolo               |
| Sanremese               | 4 - 0        | Asti                   |

| 15 de noviembre de 1936 |              |             |
|                         | Resultado    |             |
| Entella                 | 1 - 0        | Rivarolese  |
| Carrarese               | 1 - 1 (pró.) | Derthona    |
| Sestrese                | 2 - 1        | Vado        |
| Pontedecimo             | 2 - 1        | Imperia     |
| Anconitana              | 4 - 3        | Pontedera   |
| Macerata                | 4 - 3 (pró.) | Fano        |
| Siena                   | 3 - 0        | Prato       |
| Jesi                    | 6 - 3        | Piombino    |
| Le Signe                | 2 - 1        | Grosseto    |
| Pistoiese               | 0 - 0 (pró.) | Forlì       |
| Civitavecchia           | 1 - 1 (pró.) | Molfetta    |
| Foggia                  | 4 - 0        | Bagnolese   |
| Lecce                   | 2 - 1        | Salernitana |
| M.A.T.E.R. Roma         | 0 - 0 (pró.) | Cerignola   |
| Manfredonia             | 0 - 2        | Potenza     |
| Taranto                 | 1 - 2        | Cosenza     |

Play-Offs: Derthona 2-0 Carrarese; Cerignola 1-1 M.A.T.E.R. Roma (pró.); Forlì 0-0 Pistoiese (pró.); Molfetta 4-0 Civitavecchia (pró.). Cerignola y Forlì clasificaron por sorteo.

### Segunda fase
| 3 de diciembre de 1936 |              |                        |
|                        | Resultado    |                        |
| Fiumana                | 3 - 0        | Rovigo                 |
| Pro Gorizia            | 2 - 1        | Marzotto Valdagno      |
| Padova                 | 3 - 3 (pró.) | Mantova                |
| Vigevano               | 0 - 1        | Fanfulla Lodi          |
| Parma                  | 3 - 0        | Ravenna                |
| Piacenza               | 4 - 0        | S.I.A.I. Sesto Calende |
| Reggiana               | 3 - 1 (pró.) | Seregno                |
| Savona                 | 0 - 0 (pró.) | Sanremese              |

| 3 de diciembre de 1936 |              |             |
|                        | Resultado    |             |
| Entella                | 9 - 0        | Derthona    |
| Sestrese               | 2 - 1        | Pontedecimo |
| Macerata               | 1 - 2 (pró.) | Anconitana  |
| Siena                  | 2 - 5        | Jesi        |
| Le Signe               | 1 - 3        | Pistoiese   |
| Molfetta               | 5 - 2        | Foggia      |
| Lecce                  | 0 - 0 (pró.) | Cerignola   |
| Potenza                | 4 - 0        | Cosenza     |

Play-Offs: Cerignola 2-0 Lecce; Mantova 0-0 Padova (pró.); Sanremese 3-1 Savona. Mantova clasificó por sorteo.

### Tercera fase
|           | Resultado    |               |
| --------- | ------------ | ------------- |
| Mantova   | 0 - 1        | Fiumana       |
| Verona    | 3 - 1        | Pro Gorizia   |
| Catania   | 1 - 0        | Cerignola     |
| Jesi      | 2 - 2 (pró.) | Fanfulla Lodi |
| Parma     | 0 - 1        | L'Aquila      |
| Piacenza  | 3 - 1        | Viareggio     |
| Reggiana  | 4 - 2        | Messina       |
| Sanremese | 3 - 0        | Pro Vercelli  |

|            | Resultado    |             |
| ---------- | ------------ | ----------- |
| Pisa       | 6 - 2        | Entella     |
| Sestrese   | n.d.         | Pistoiese   |
| Anconitana | 4 - 1        | Catanzarese |
| Livorno    | 4 - 0        | Atalanta    |
| Venezia    | 4 - 2        | Modena      |
| Spezia     | 2 - 2 (pró.) | Cremonese   |
| Brescia    | n.d.         | Molfetta    |
| Palermo    | 1 - 0        | Potenza     |

Play-Offs: Cremonese 2-2 Spezia (pró.); Fanfulla Lodi 3-0 Jesi. Spezia clasificó por sorteo. Molfetta y Pistoiese se retiraron.

### Dieciseisavos de final
| 6 de enero de 1937 |              |               |
|                    | Resultado    |               |
| Ambrosiana         | 4 - 3        | L'Aquila      |
| Sanremese          | 2 - 0        | Verona        |
| Anconitana         | 1 - 1 (pró.) | Fanfulla Lodi |
| Spezia             | 1 - 0        | Brescia       |
| Roma               | 2 - 1        | Triestina     |
| Torino             | 3 - 0        | Novara        |
| Napoli             | 5 - 2        | Sestrese      |
| Lucchese           | 0 - 1        | Juventus      |
| Genoa              | 5 - 0        | Lazio         |
| Reggiana           | 2 - 3        | Palermo       |
| Sampierdarenese    | 1 - 0        | Bologna       |
| Catania            | 3 - 1 (pró.) | Fiorentina    |
| Livorno            | 6 - 2        | Piacenza      |
| Fiumana            | 2 - 3        | Bari          |
| Milan              | 4 - 0        | Alessandria   |
| Pisa               | 0 - 2        | Venezia       |

Play-Offs: Fanfulla Lodi 2-0 Anconitana.

### Octavos de final
| 6 de mayo de 1937 |              |            |
|                   | Resultado    |            |
| Sanremese         | 1 - 3        | Ambrosiana |
| Fanfulla Lodi     | 0 - 0 (pró.) | Spezia     |
| Roma              | 3 - 1        | Torino     |
| Napoli            | 2 - 1        | Juventus   |
| Genoa             | 4 - 0        | Palermo    |
| Sampierdarenese   | 3 - 4        | Catania    |
| Livorno           | 1 - 2        | Bari       |
| Milan             | 2 - 0        | Venezia    |

Play-Offs: Spezia 3-1 Fanfulla Lodi.

### Cuartos de final
| 20 de mayo de 1937 |              |         |
|                    | Resultado    |         |
| Ambrosiana         | 7 - 1        | Spezia  |
| Napoli             | 0 - 1        | Roma    |
| Bari               | 2 - 2 (pró.) | Milan   |
| Genoa              | 4 - 0        | Catania |

Play-Offs: Milan 3-1 Bari.

### Semifinal
| 30 de mayo de 1937 |              |       |
|                    | Resultado    |       |
| Ambrosiana         | 0 - 2        | Roma  |
| Milan              | 1 - 1 (pró.) | Genoa |

Play-Offs: Genoa 2-1 Milan (pró.).

### Final
| Firenze, 6 de junio de 1937 |           |      |
|                             | Resultado |      |
| Genoa                       | 1 - 0     | Roma |

Campeón

Genoa C. F. C.
1° título